# Адальберт (маркграф Австрії)
Адальберт Переможний (нім. Adalbert der Siegreiche; 985-1055) — маркграф Австрії (1018—1055) з династії Бабенбергів.

## Біографія
Адальберт був сином маркграфа Леопольда I й успадкував престол Австрії після смерті старшого брата Генріха I.
Правління Адальберта в Австрії відзначилось тривалими війнами з Угорщиною. Спочатку йому вдалось значно розширити територію маркграфства до ріки Лейта, досягнувши, таким чином, кордонів сучасної Нижньої Австрії. Однак, після невдалого походу імператора Конрада II до Угорщини цю територію було втрачено. При цьому до того часу належить перша згадка про Відень, прикордонну фортецю, захоплену угорцями. Наступна війна була більш успішною й за миром 1043 року землі до Лейти були відторгнуті від Угорщини. Тут було сформовано особливе державне утворення — Нова марка, яка мала б слугувати буфером між австрійськими та угорськими територіями. Нову марку було об’єднано з Австрією 1063 року.

## Шлюб та діти
- Глісмод:
  - Леопольд (помер 1043), маркграф Нової марки
- Фрозза Орсеоло (померла 1071), дочка Оттона Орсеоло, дожа Венеції
  - Ернст (1027—1075), маркграф Австрії